# Parc Memento

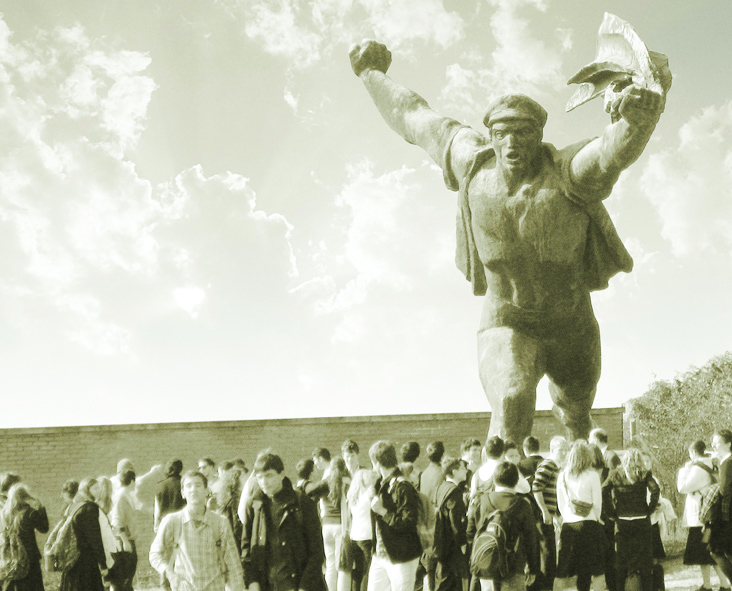

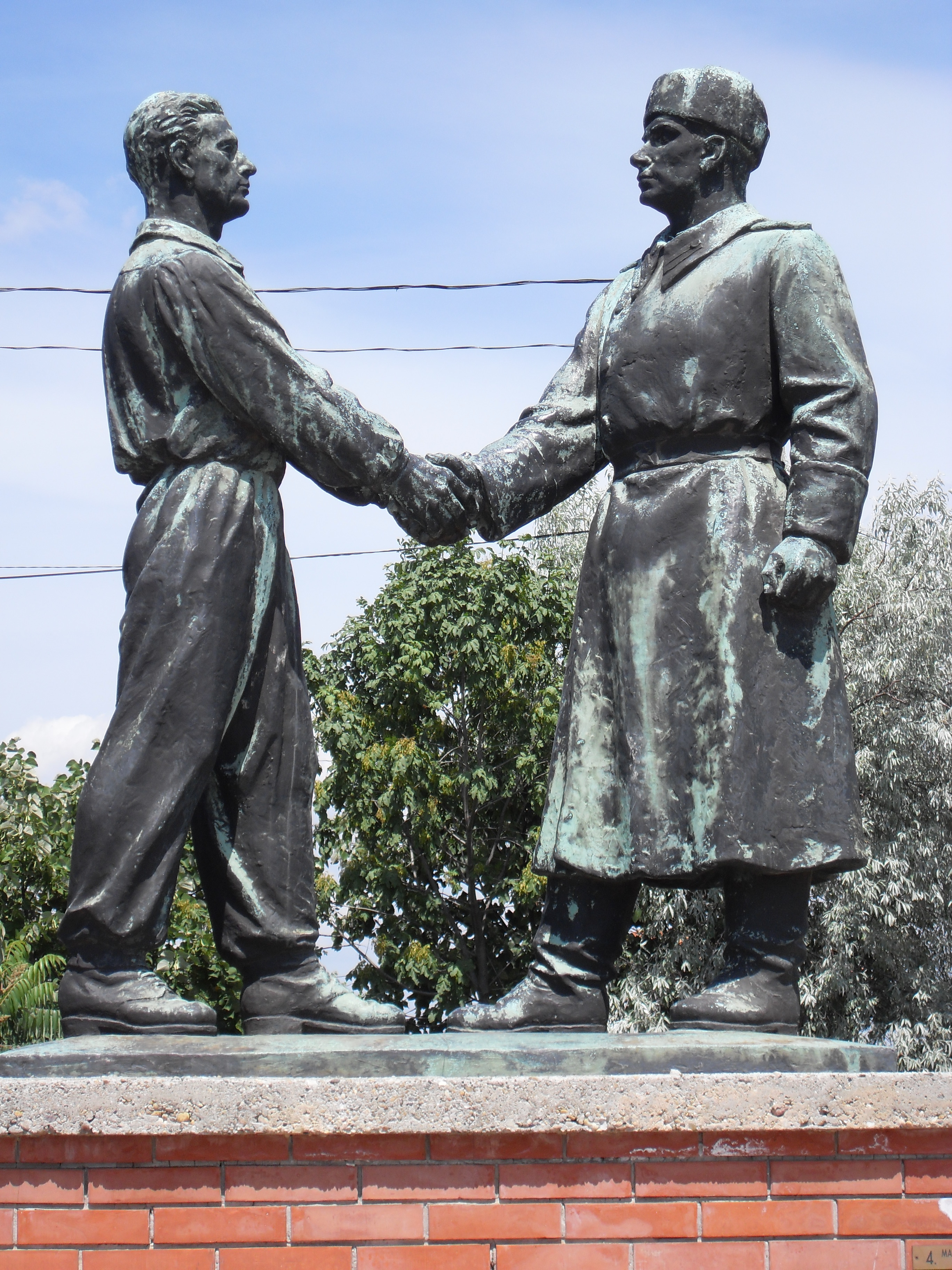
Memorial de l'amistat soviètico-hongaresa

El Parc Memento (localment també conegut com a Szoborpark) és un museu a l'aire lliure ubicat al sud-oest de Budapest. El parc d'escultures acull 42 estàtues, monuments i plaques del període comunista d'Hongria (1949-1989).
S'hi poden veure estàtues de Lenin, Karl Marx i Friedrich Engels o la del soldat soviètic amb una alçada de sis metres que en una mà porta la bandera amb la falç i el martell. També es pot destacar el monument als ciutadans hongaresos que van lluitar a la Guerra Civil espanyola a favor del govern de la República enrolats a les Brigades Internacionals. El parc s'inaugurà l'any 1993 coincidint amb el segon aniversari de la retirada de les tropes russes del territori hongarès. El parc va ser dissenyat per l'arquitecte Ákos Eleőd, que va guanyar el concurs organitzat per l'Assemblea General de Budapest (Fővárosi Közgyűlés) el 1991.
Després de la Segona Guerra Mundial, a Hongria hi hagué un breu període democràtic, però el 1947 s'instaurà un règim comunista. L'any 1956 es produí una revolta popular encapçalada pel primer ministre reformista Imre Nagy, que fou cruentament sufocada per l'exèrcit soviètic. Nagy fou deportat a Romania i afusellat dos anys després, mentre el país era sotmès al govern prosoviètic de János Kádár, que romangué al poder fins a la seva dimissió el 1988. Amb el col·lapse de la Unió Soviètica el 1991, Hongria recuperà la democràcia.

## Escultures, monuments i plaques

### El mur darrere de l'escenari
| Nom de l'escultura (Nom original)             | Autor          | Any  | Material de construcció | Indret original                                                                |
| --------------------------------------------- | -------------- | ---- | ----------------------- | ------------------------------------------------------------------------------ |
| Lenin (Lenin)                                 | Pátzay Pál     | 1965 | bronze                  | Felvonulási tér (carrer paral·lel a l'avinguda Dozsa)                          |
| Karl Marx i Friedrich Engels (Marx és Engels) | Segesdi György | 1971 | granit de Mauthausen    | V. ker. Jászai Mari tér (a l'entrada de la seu principal del Partit Comunista) |

### La inacabable desfilada de monuments a la llibertat
| Nom de l'escultura (Nom original)                                              | Autor                     | Any  | Material de constructió | Indret original                                                              |
| ------------------------------------------------------------------------------ | ------------------------- | ---- | ----------------------- | ---------------------------------------------------------------------------- |
| Soldat de l'Exèrcit Roig (Felszabadító szovjet katona)                         | Kisfaludi Strobl Zsigmond | 1947 | bronze                  | Part del Monument de la Llibertat (Szabadság szobor) al cim del turó Gellért |
| Memorial a l'amistat soviètico-hongaresa (A magyar-szovjet barátság emlékműve) | Kisfaludi Strobl Zsigmond | 1956 | bronze                  | X. Pataki (ma: Szent László) tér                                             |
| Monument de la llibertat (Felszabadulási emlékmű)                              | Kiss István               | 1971 | pedra                   | XIV. Carrer Thököly, 141.                                                    |
| Pedra commemorativa a la llibertat (Felszabadulási emlékkő)                    | desconegut                | 1960 | pedra                   | I. Dísz tér                                                                  |
| Memorial heroic soviètic (Szovjet hősi emlékmű)                                | László Péter              | 1951 | pedra                   | XII: Széchenyi hegy, parc Rege                                               |
| Monument a l'amistat soviètico-hongaresa (Szovjet-magyar barátság emlékműve)   | Búza Barna                | 1975 | granit                  | X. Kőbánya-Óhegy, parc Barátság                                              |
| Memorial heroic soviètic (Szovjet hősi emlékmű)                                | Mikus Sándor              | 1970 | bronze                  | XVI. Rákosszentmihály, Hősök tere                                            |
| Memorial heroic soviètic (Felszabadulási emlékmű)                              | Kalló Viktor              | 1965 | bronze, 2,6 metres      | XIII. Béke tér                                                               |
| Memorial heroic soviètic (Felszabadulási emlékmű)                              | Kalló Viktor              | 1965 | pedra                   | XIII. Béke tér                                                               |
| Memorial heroic soviètic (Szovjet Hősi emlékmű)                                | Megyeri Barna             | 1948 | pedra                   | XVII. Carrer Kasztel András                                                  |

### La inacabable desfilada de personalitats del moviment obrer
| Nom de l'escultura (Nom original)                                                      | Autor                                            | Any  | Material de construcció | Indret original                                     |
| -------------------------------------------------------------------------------------- | ------------------------------------------------ | ---- | ----------------------- | --------------------------------------------------- |
| Relleu de Lenin (Lenin-emléktábla)                                                     | Szabó Iván                                       | 1970 | bronze                  | VII. Lenin (ma: Erzsébet) tér                       |
| Bust de Gueorgui Dimitrov (Dimitrov mellszobor)                                        | Jordan Kracsmarov                                | 1954 | bronze                  | V. Dimitrov (ma: Fővám) tér                         |
| Estàtua de Gueorgui Dimitrov (Dimitrov szobor)                                         | Valentin Sztarcsev                               | 1983 | bronze                  | V. Dimitrov (ma: Fővám) tér                         |
| Memorial a Béla Kun, Jenő Landler i Tibor Szamuely (Munkásmozgalmi harcosok emlékműve) | Olcsai-Kiss Zoltán, Herczeg Klára, Farkas Aladár | 1967 | bronze                  | VIII. Kun Béla (ma: Ludovika) tér                   |
| Lenin (Lenin)                                                                          | desconegut                                       | 1958 | bronze                  | XXI. Csepel, Vasmű főbejárat                        |
| Bust de József Kalamár (Kalamár József mellszobor)                                     | Gyenes Tamás                                     | 1957 | bronze                  | XXI. Carrer Kalamár József (ma: Szent István)       |
| Placa commemorativa de János Asztalos (Asztalos János emléktábla)                      | Nagy István János                                | 1968 | pedra                   | VIII. Nagyvárad tér                                 |
| Placa commemorativa de Róbert Kreutz (Kreutz Róbert emléktábla)                        | Kiss Nagy András                                 | 1977 | bronze                  | VIII. Parc Asztalos János Ifjúsági (ma: Orczy Kert) |
| Placa commemorativa de Béla Kun (Kun Béla emléktábla)                                  | Kalló Viktor                                     | 1989 | bronze                  | XXI. Tanácsház (ma: Szent Imre) tér                 |
| Bust de Endre Ságvári (Ságvári Endre mellszobor)                                       | Baksa Soós György                                | 1949 | bronze                  | V. Carrer Városház 9-11.                            |
| Bust de Árpád Szakasits (Szakasits Árpád szobra)                                       | Marton László                                    | 1988 | bronze                  | XI. Carrer Szakasits Árpád (ma: Etele)              |
| Memorial a Béla Kun (Kun Béla emlékmű)                                                 | Varga Imre                                       | 1986 | bronze, coure, crom     | I. Vérmező-park                                     |
| Estàtua de Ferenc Münnich (Münnich Ferenc szobra)                                      | Kiss István                                      | 1986 | bronze                  | V. Néphadsereg (ma: Honvéd) tér                     |
| Bust de Ede Chlepkó (Chlepkó Ede mellszobor)                                           | Szabó György                                     | 1980 | bronze                  | XIX. Chlepkó Ede tér (ma: Ötvenhatosok tere)        |
| Placa commemorativa de Kálmán Turner (Turner Kálmán emléktábla)                        | desconegut                                       | 1959 | marbre                  | IX. Carrer Soroksári                                |
| Placa commemorativa de Kató Hámán (Hámán Kató emléktábla)                              | desconegut                                       | 1959 | marbre                  | IX: Carrer Mester, 59.                              |

### L'inacabable passeig de conceptes del moviment obrer
| Nom de l'escultura (Nom original) | Autor                              | Any  | Material de construcció | Indret original                            |
| --- | ---------------------------------- | ---- | ----------------------- | ------------------------------------------ |
| Placa commemorativa del Concell de Traballadors i Soldats (A Munkás és Katonatanács emléktáblája)                                     | desconegut                         | 1959 | marble                  | I. Carrer Szentháromság, 2.                |
| Monument de la desfilada de la milicia obrera (Munkásőr-demonstráció emléktábla)                                                      | Kiss Nagy András                   | 1973 | bronze                  | VI. November 7. tér (ma: Oktogon) 2.       |
| Memorial del moviment obrer (Munkásmozgalmi emlékmű)                                                                                  | Kiss István                        | 1976 | acer                    | II. Hűvösvölgy                             |
| Memorial dels combatents hongaresos a les Brigades Internacionals (A spanyolországi nemzetközi brigádok magyar harcosainak emlékműve) | Makrisz Agamemnon                  | 1968 | bronze i pedra          | V. Néphadsereg (ma: Honvéd) tér            |
| Monument de la República dels Concells (Tanácsköztársasági emlékmű)                                                                   | Kiss István                        | 1969 | bronze                  | XIV. Carrer Dózsa György (Felvonulási tér) |
| Placa commemorativa dels pioners de la República dels Consells (Béke őrei dombormű)                                                   | Ambrózi Sándor and Stöckert Károly | 1953 | pedra                   | II. Carrer Pasaréti, 191-193.              |
| Placa commemorativa del Partit Comunista hongarès (KMP ferencvárosi szervezet emléktábla)                                             | desconegut                         | 1959 | marbre                  | IX. Carrer Soroksári                       |
| Placa commemorativa de la impremta del Partit Comunista Hongarès (KMP Nyomda emléktábla)                                              | desconegut                         | 1955 | marbre                  | IX. Carrer Ráday 53.                       |
| Memorial dels herois del poder popular (A néphatalom hőseinek emlékhelye)                                                             | Kalló Viktor                       | 1983 | pedra                   | VIII. Köztársaság tér                      |
| Monument dels màrtirs (Az ellenforradalom mártírjainak emlékműve)                                                                     | Kalló Viktor                       | 1960 | pedra                   | VIII. Köztársaság tér                      |
| Memorial del regiment de voluntaristes de Buda (A Budai Önkéntes Ezred emlékműve)                                                     | Mészáros Mihály                    | 1975 | formigó                 | II. Carrer Tárogató                        |
| Ostapenko (Osztapenkó) | Kerényi Jenő                       | 1951 | bronze                  | XI: Carrer Budaörsi - Carrer Balatoni      |
| Capità Steinmetz (Steinmetz kapitány)                                                                                                 | Mikus Sándor                       | 1958 | bronze                  | XVIII. Carrer Vöröshadsereg (ma: Üllői)    |

## Galeria d'imatges

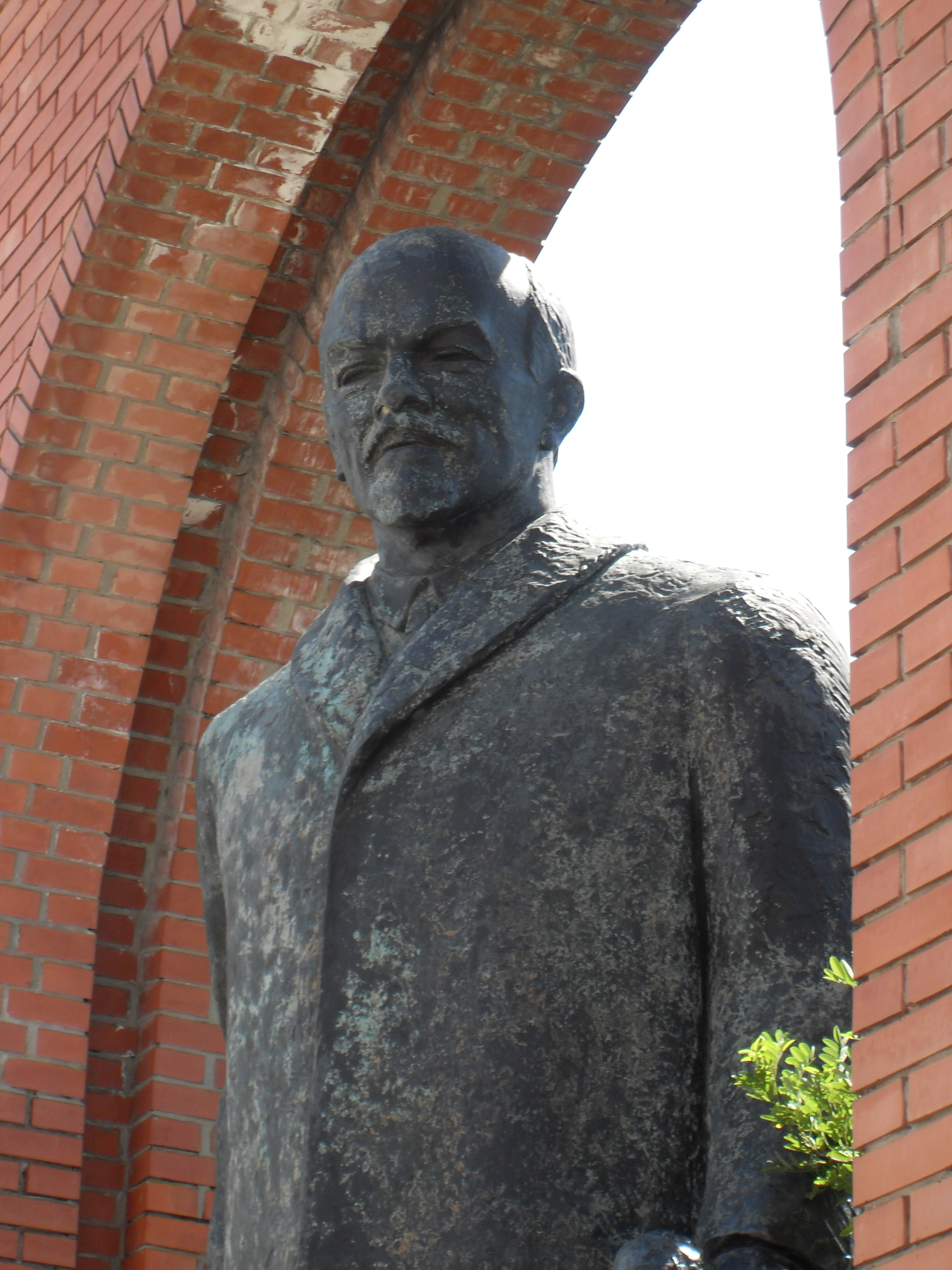
Estàtua de Lenin a l'entrada
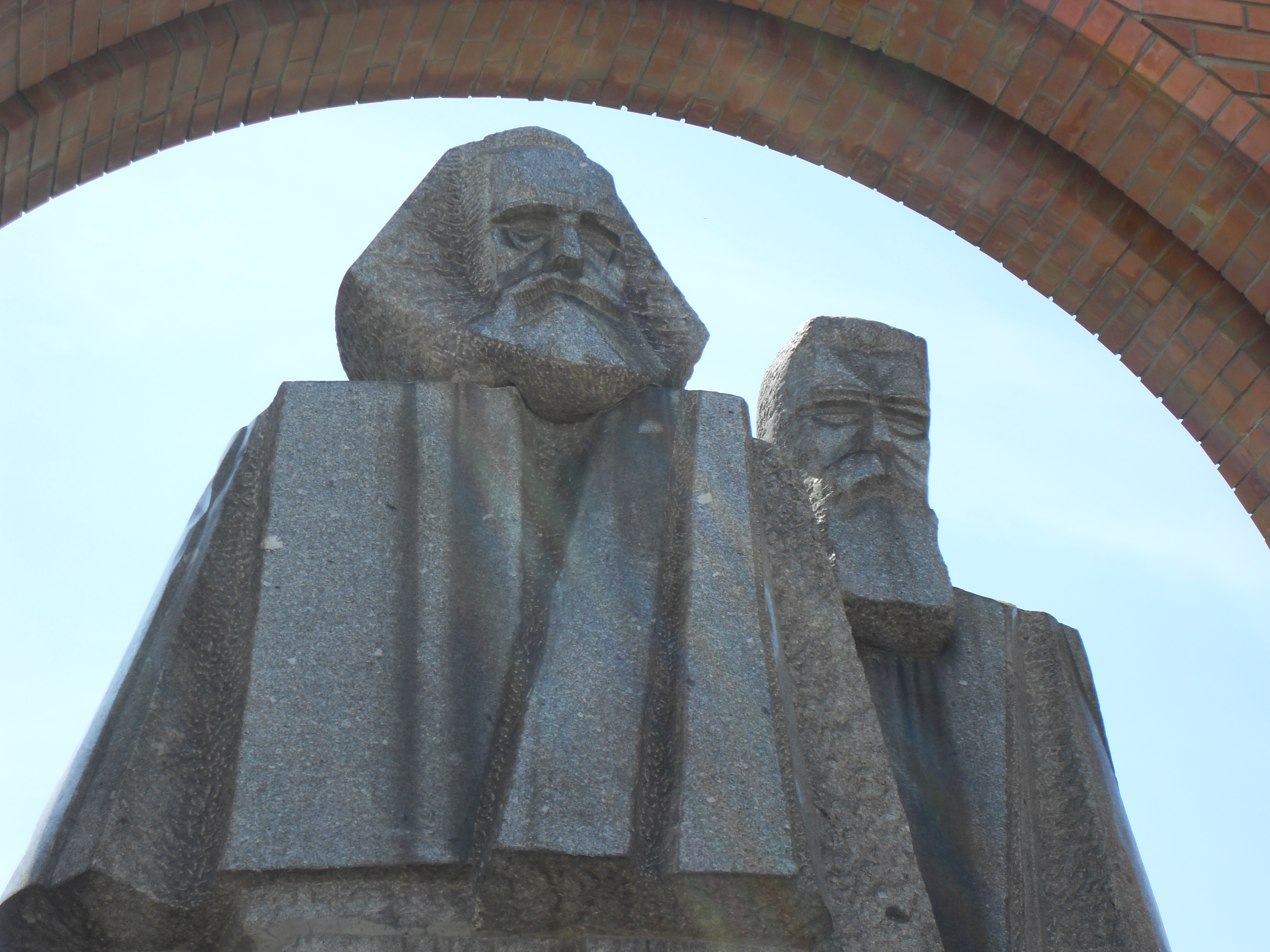
Detall de l'estàtua de Marx i Engels
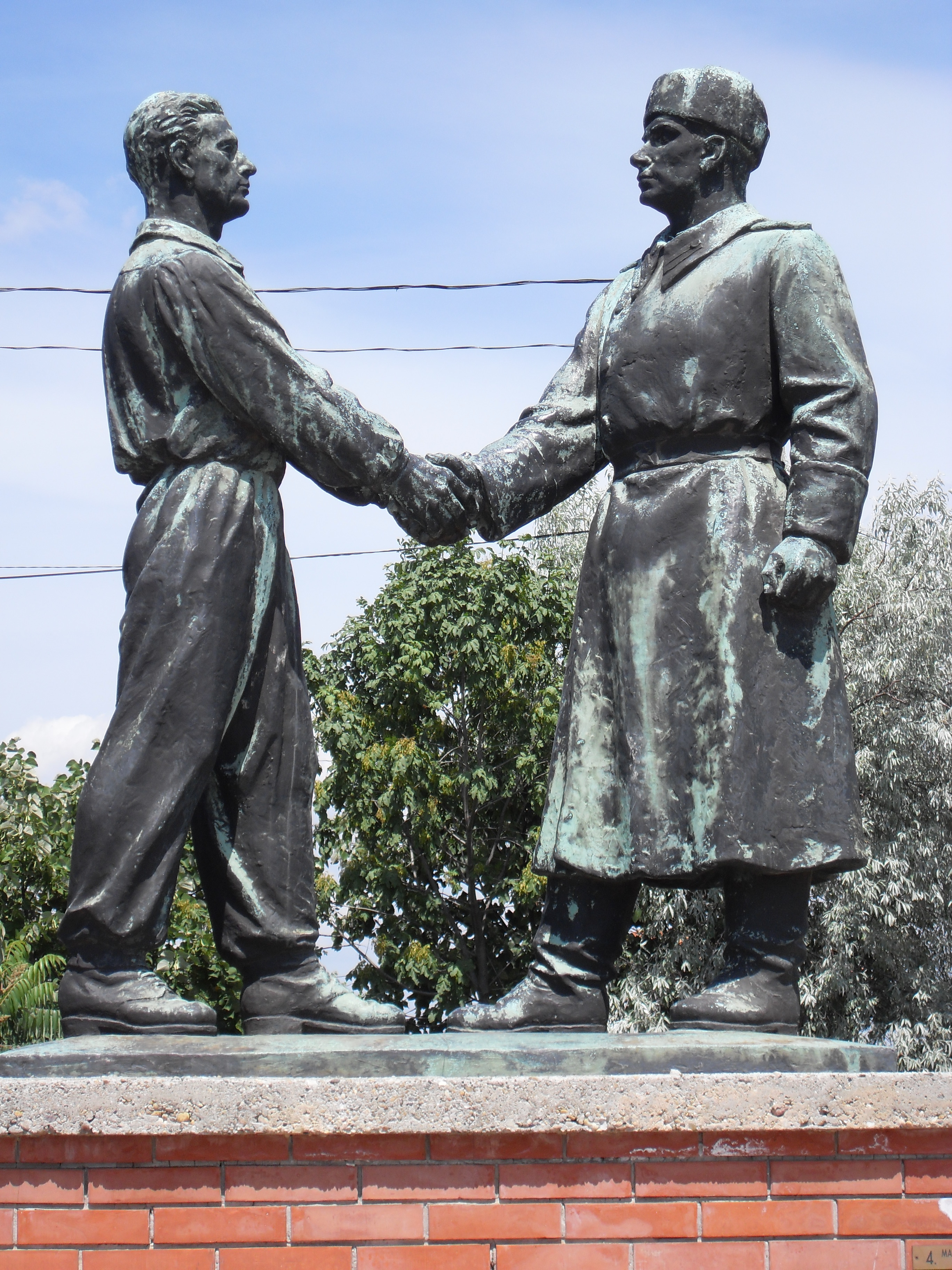
Monument a l'amistat hongaro-soviètica
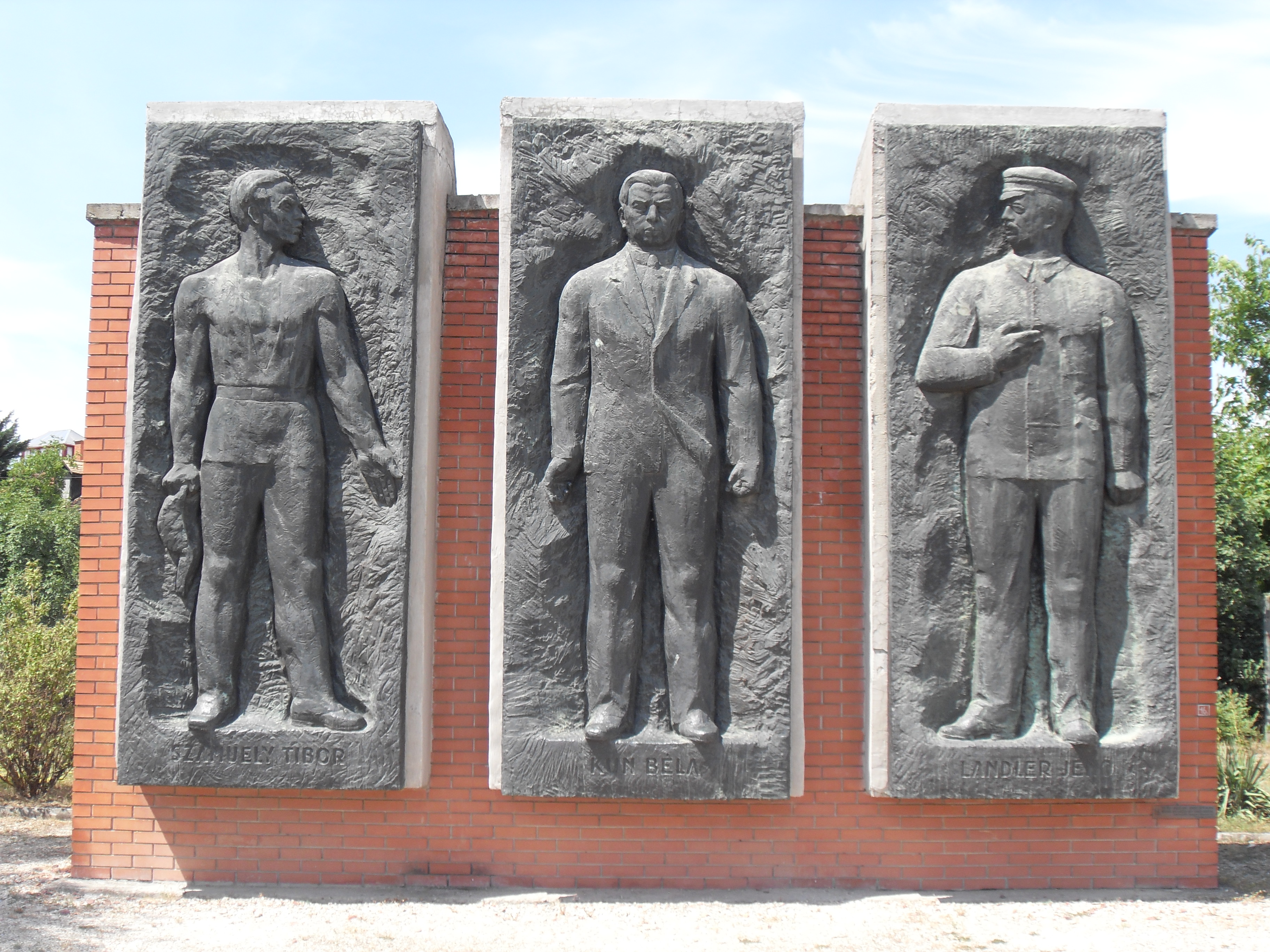
Memorial de Béla Kun, Jenő Landler i Tibor Szamuely
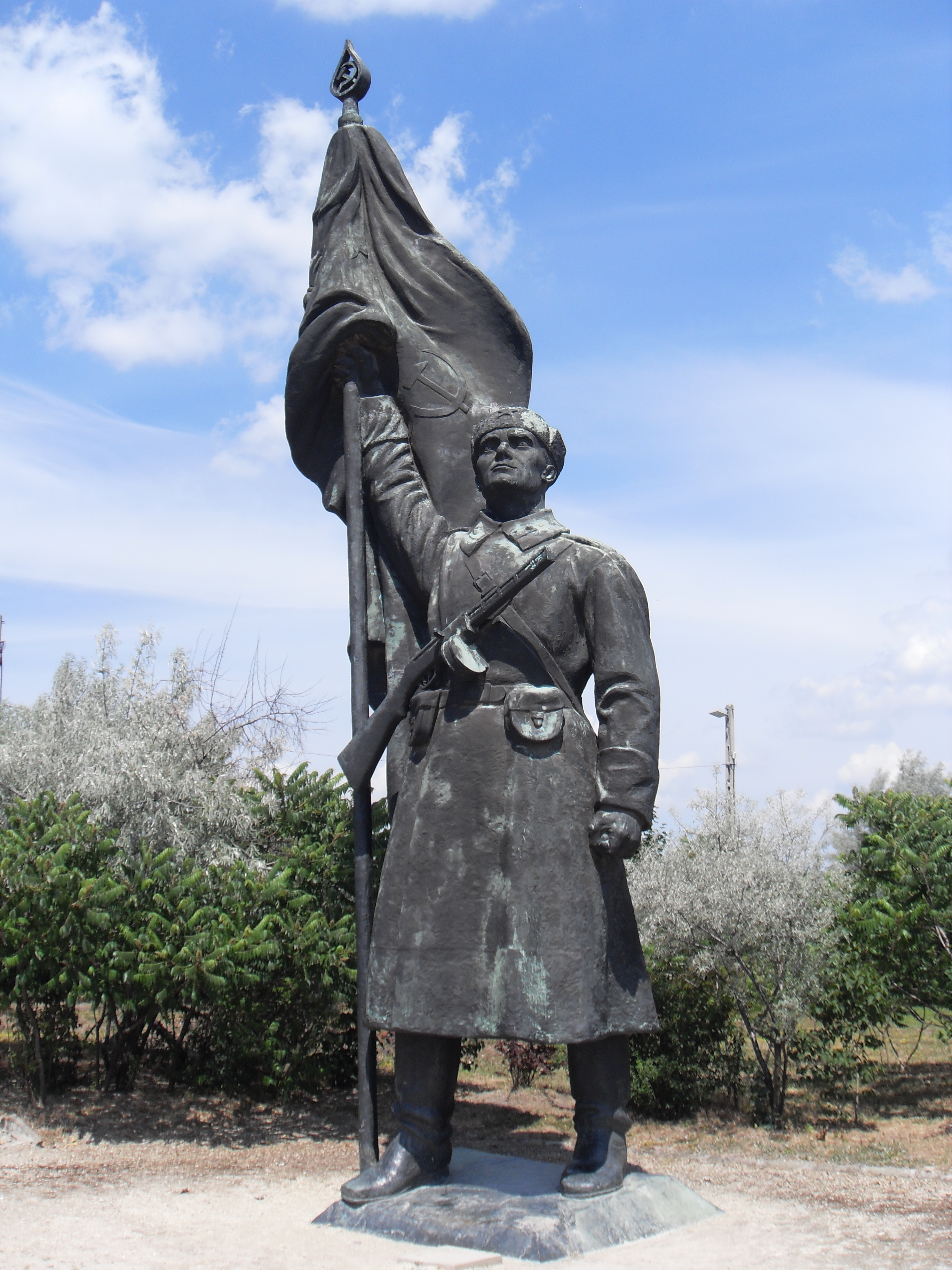
Soldat de l'exèrcit roig
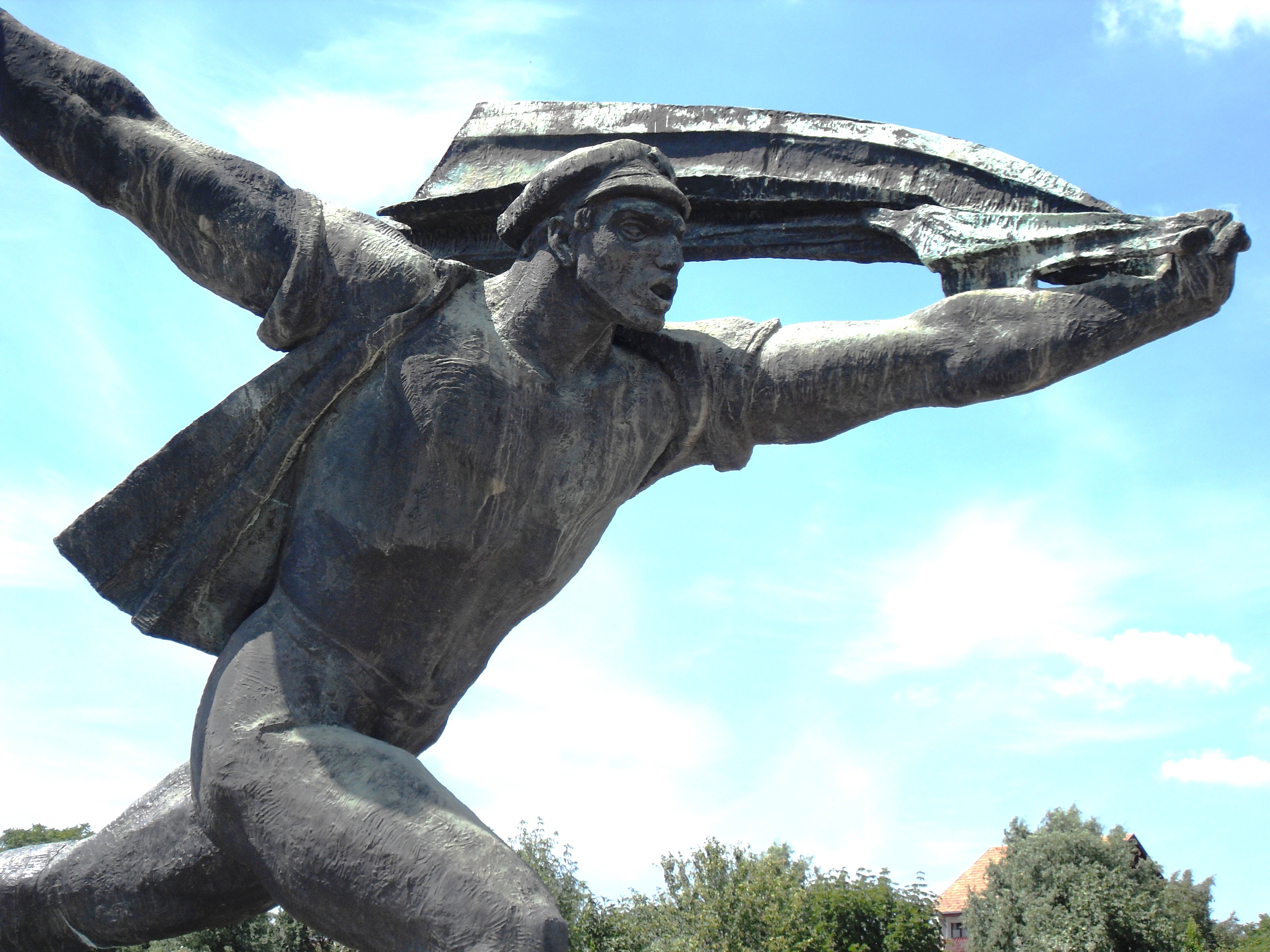
Monument de la República dels Consells
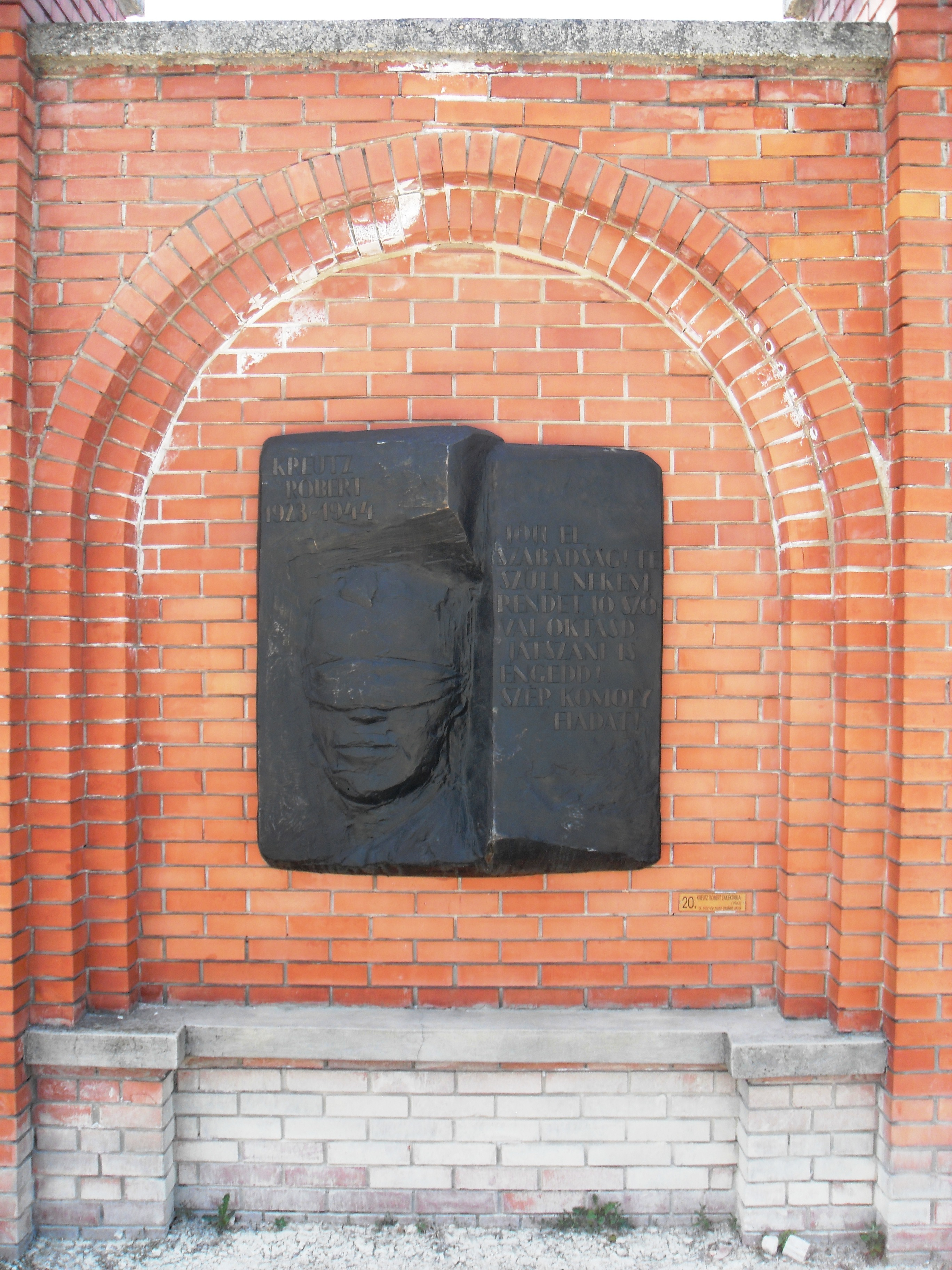
Memorial a Robert Kreutz
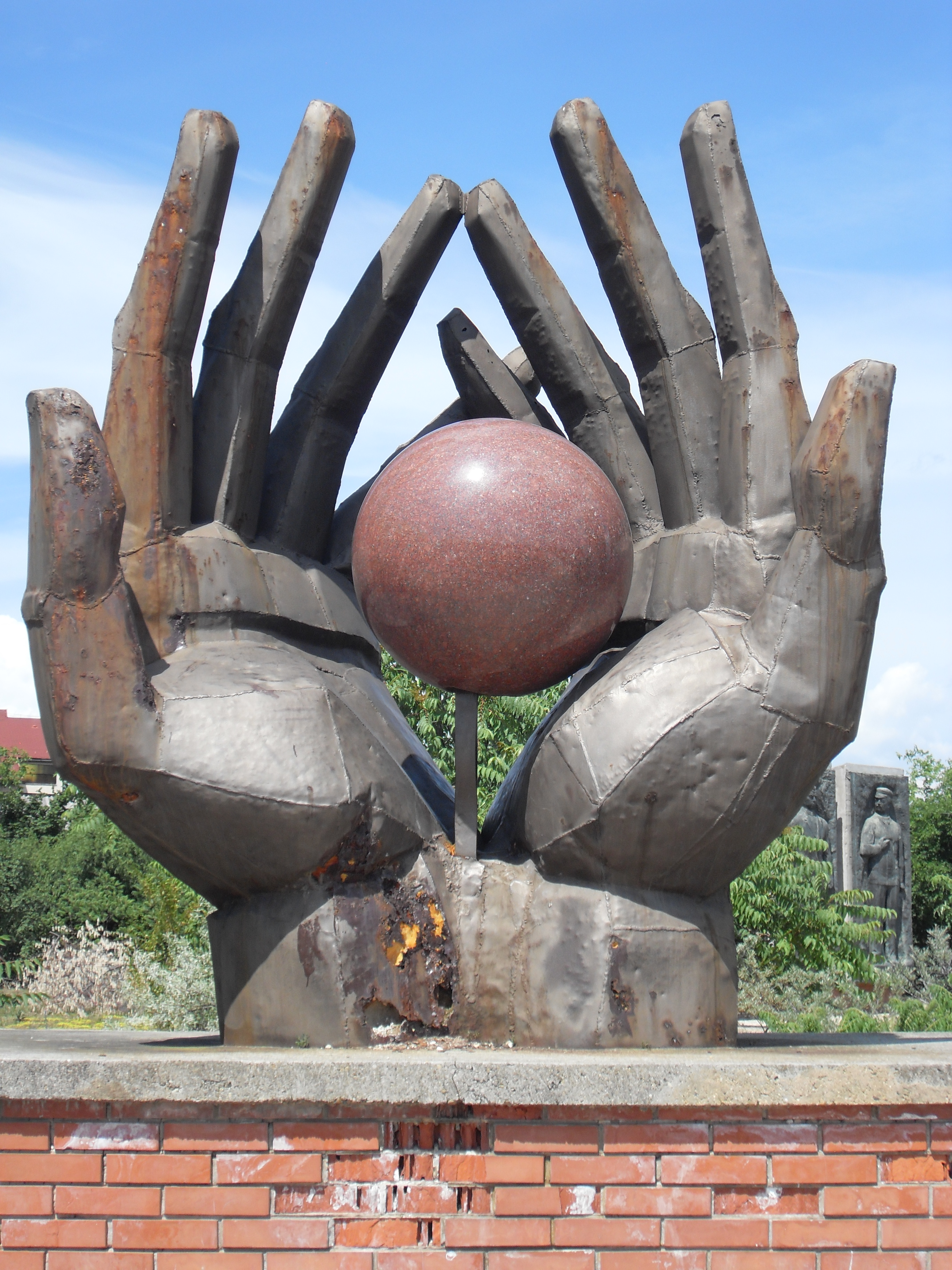
Memorial al Moviment obrer
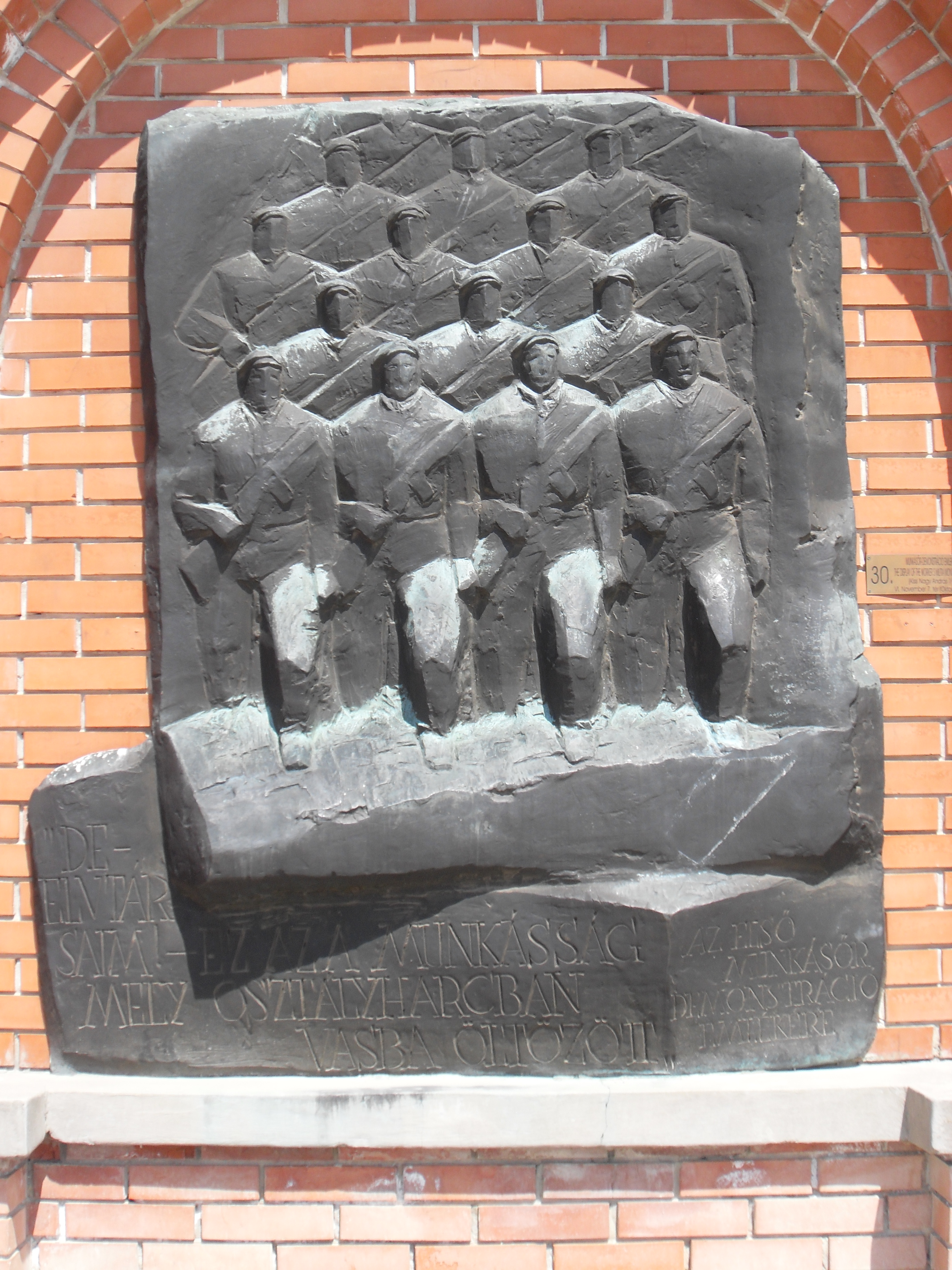
Monument a la milicia treballadora
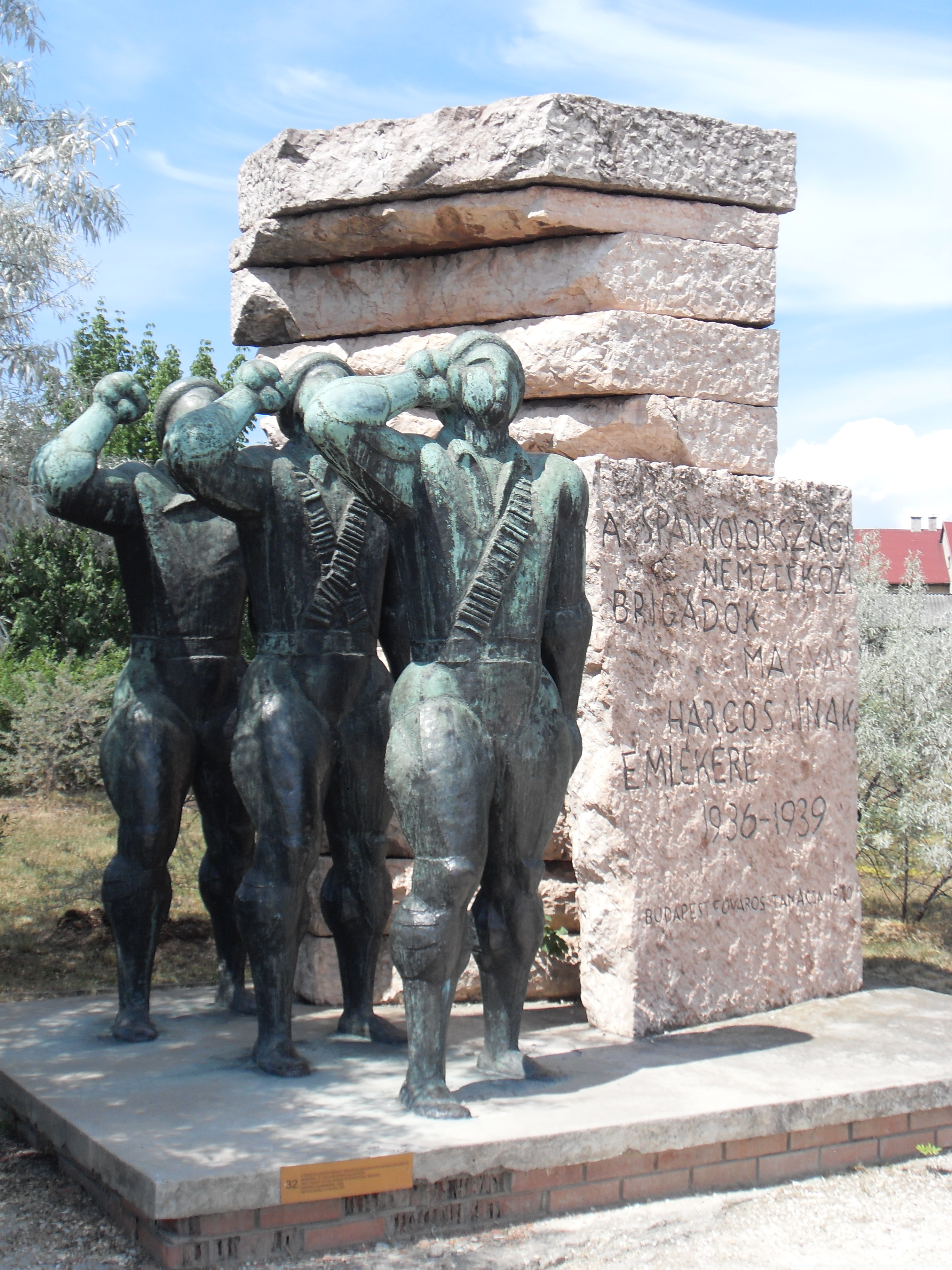
Memorial de les tropes hongareses a les Brigades Internacionals
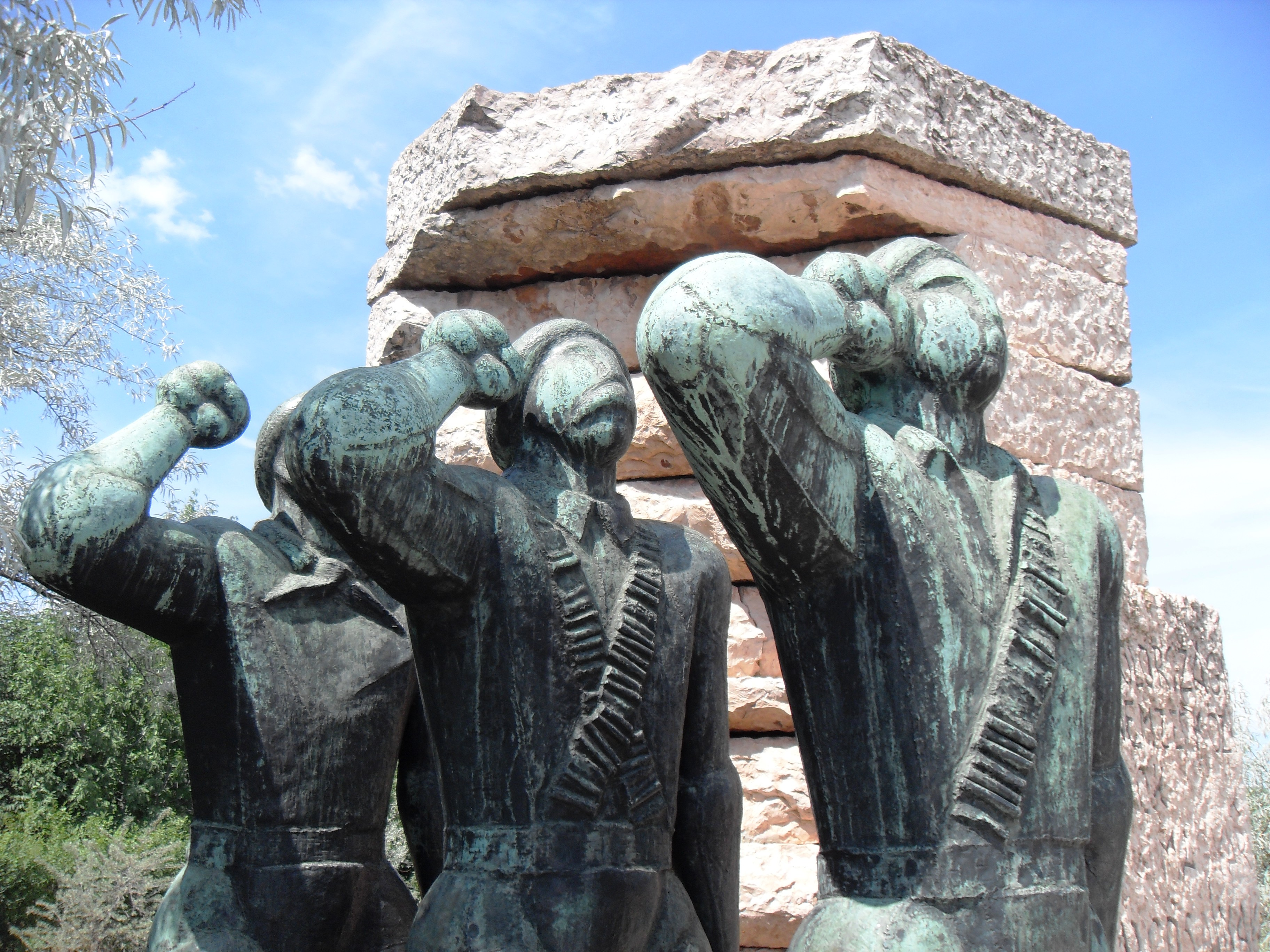
Memorial de les tropes hongareses a les Brigades Internacionals
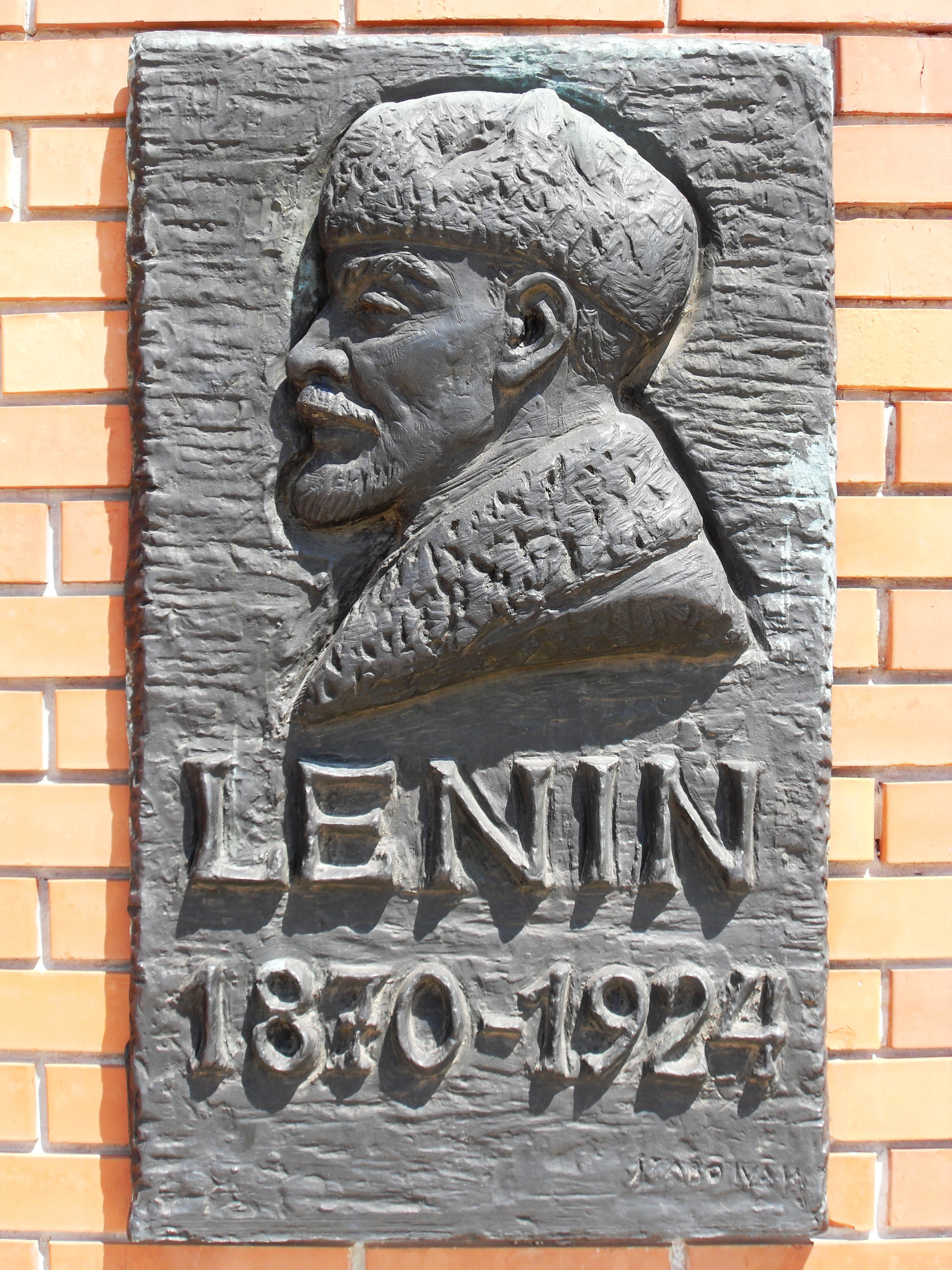
Relleu de Lenin
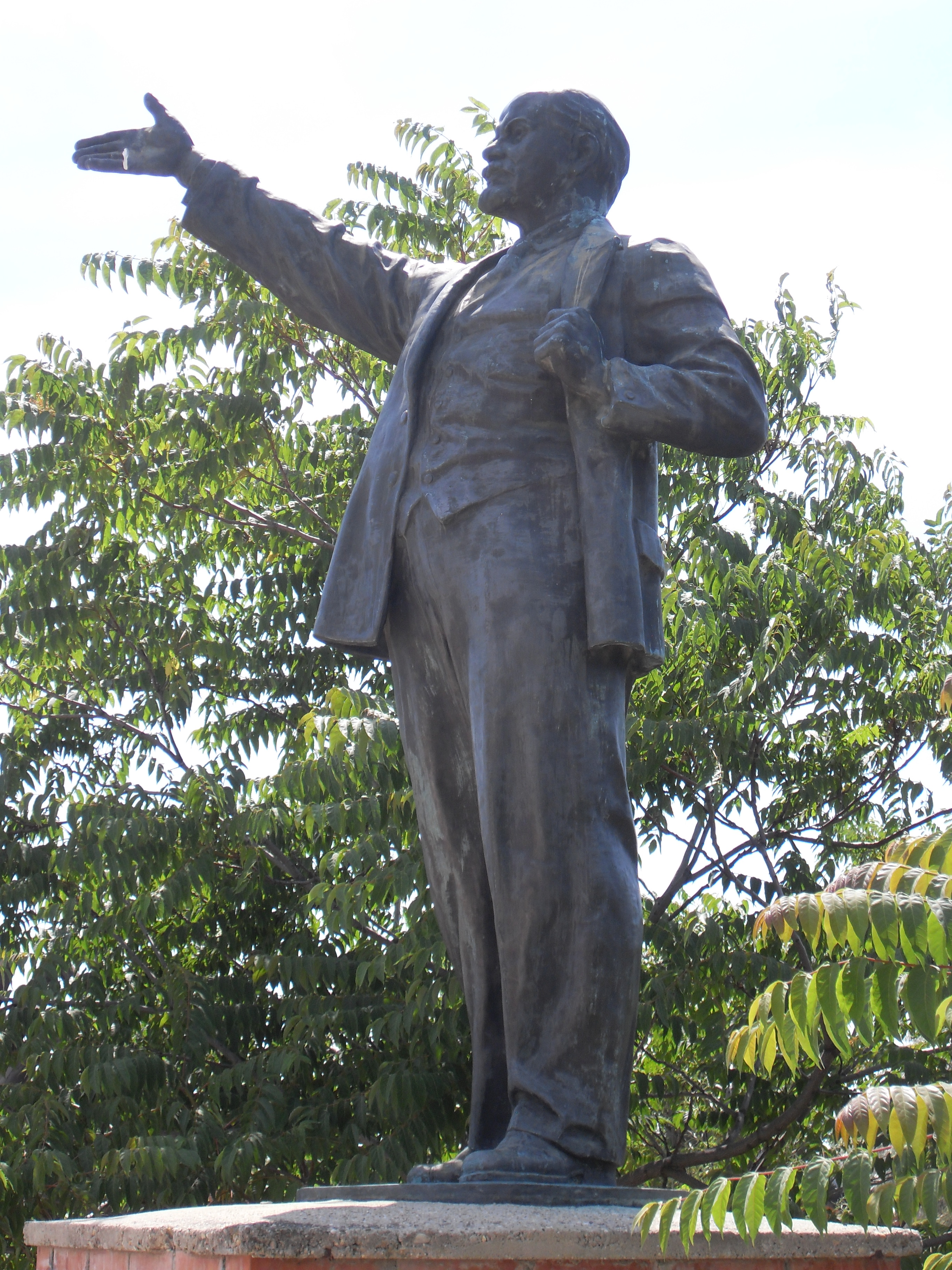
Estàtua de Lenin del barri obrer de Csepel
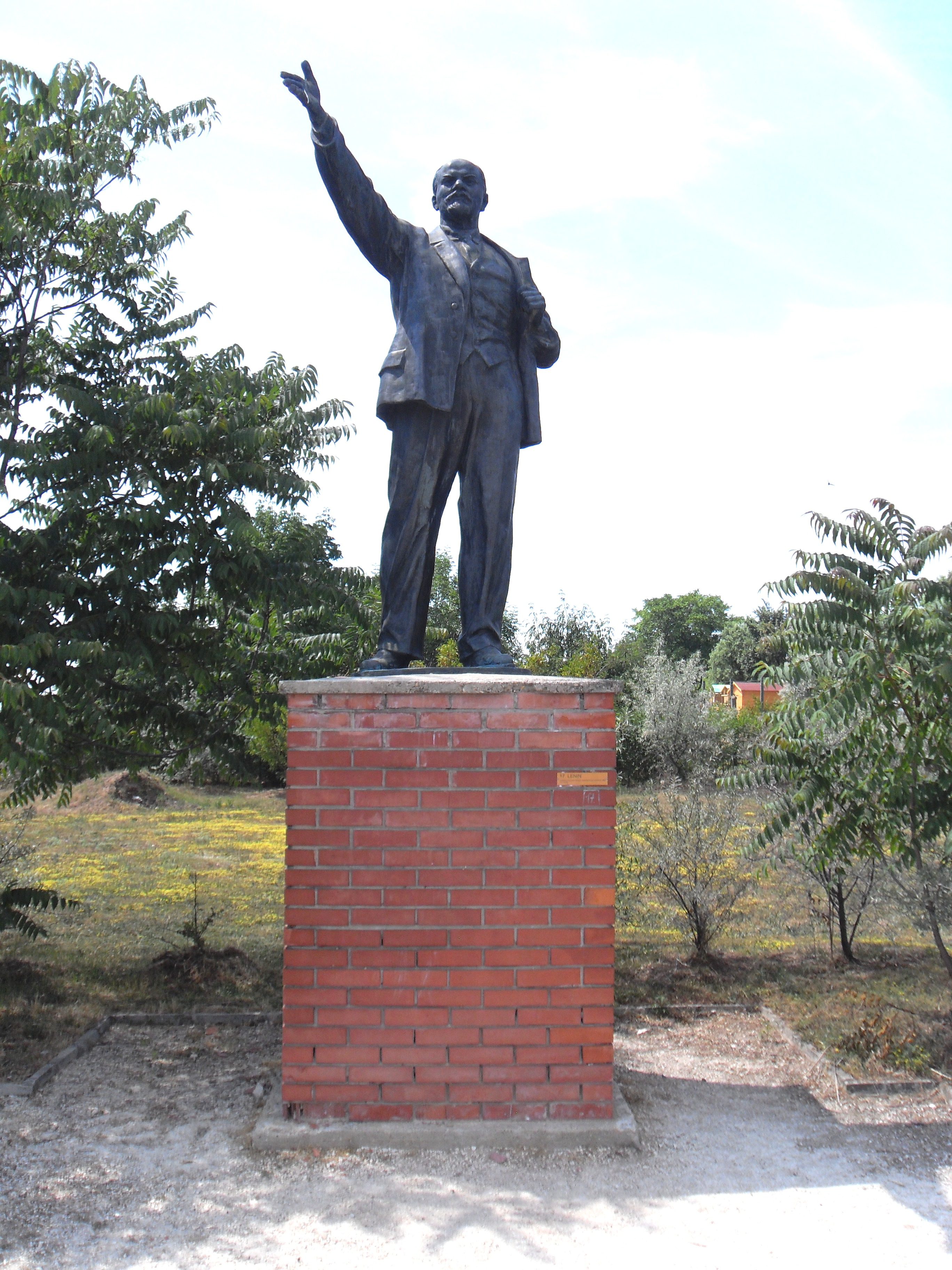
Estàtua de Lenin del barri obrer de Csepel
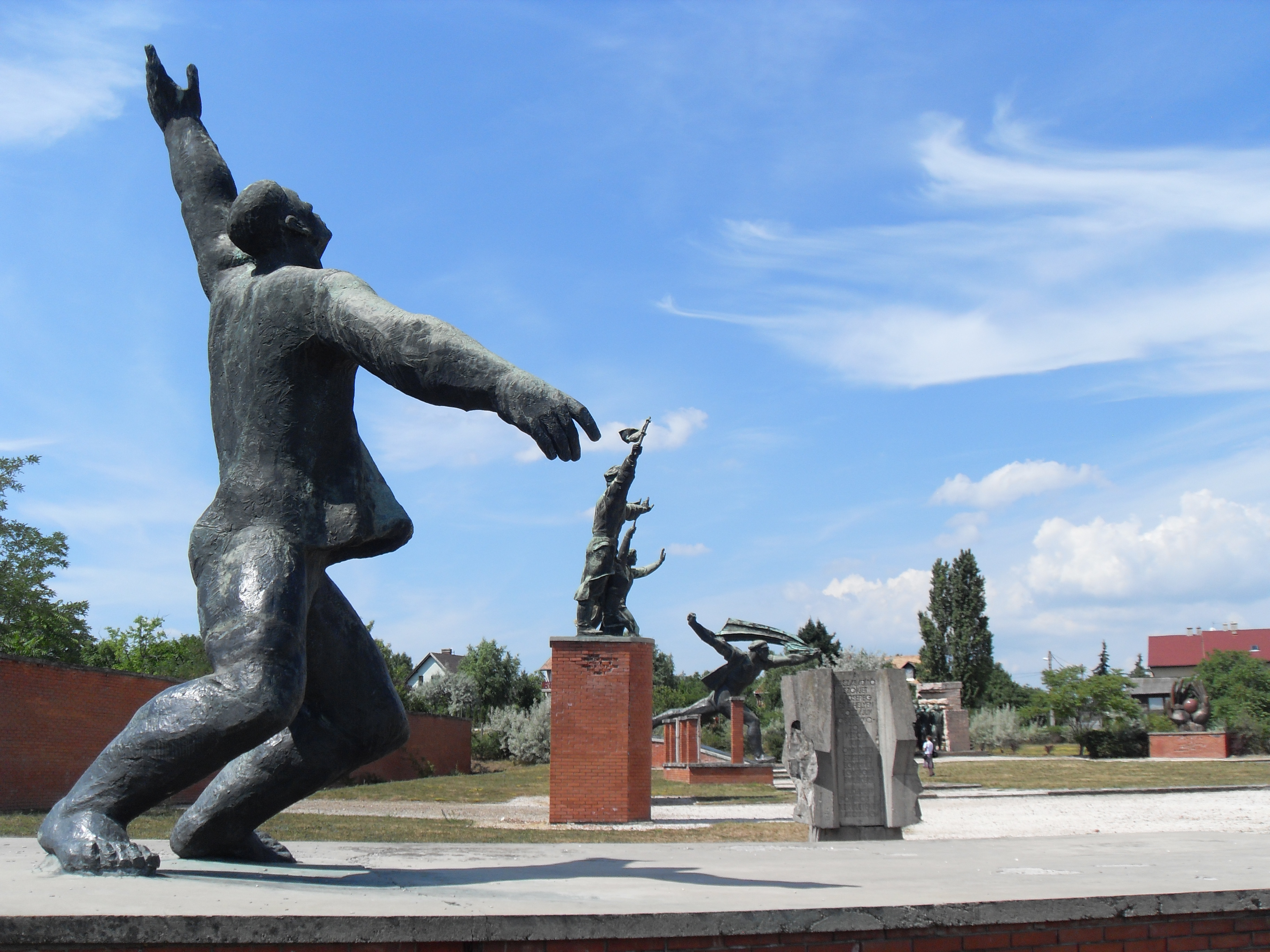
Monument als màrtirs i Ostapenko
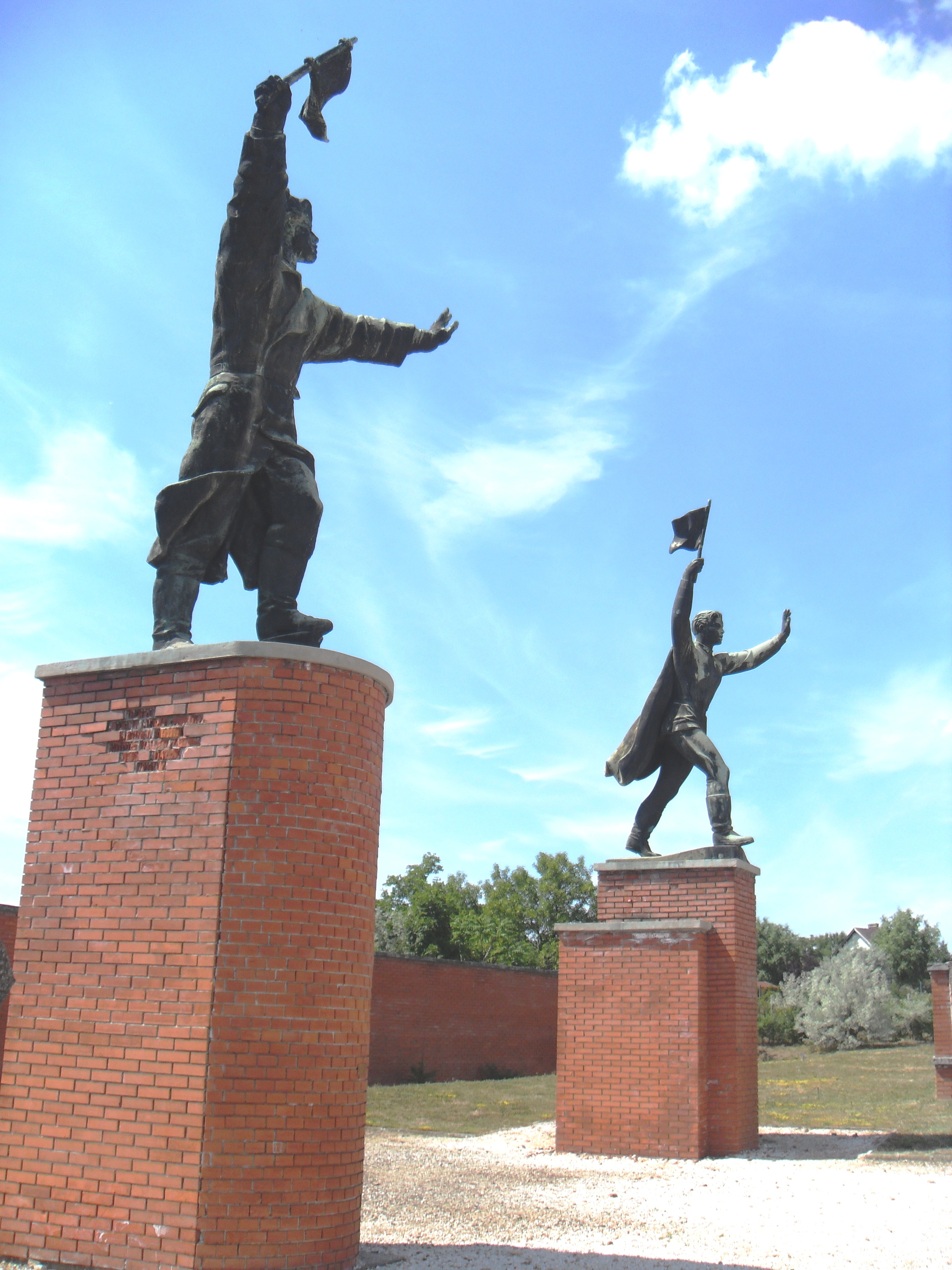
Ostapenko i Capità Steinmetz
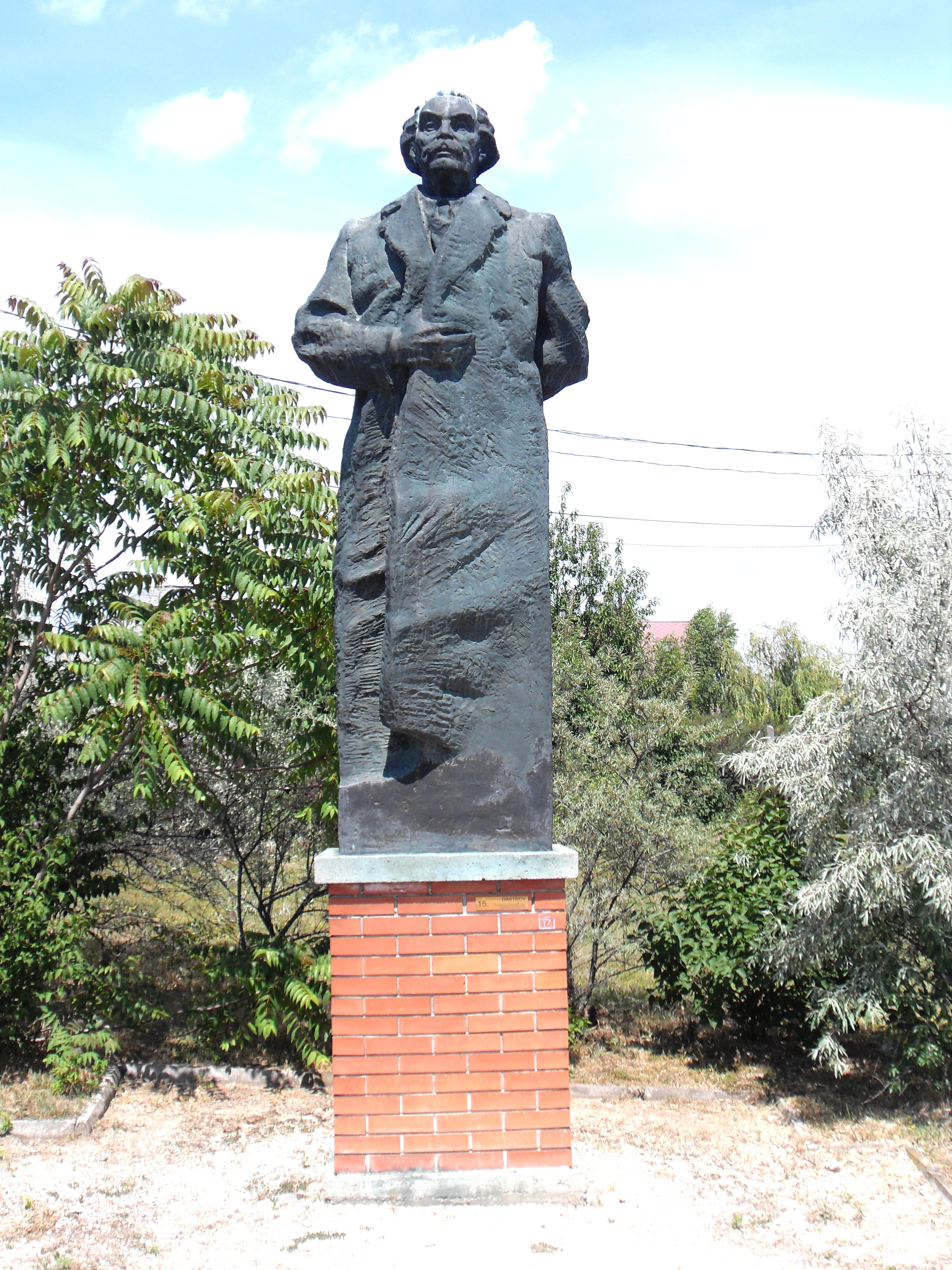
Dimitrov, heroi de la Comintern
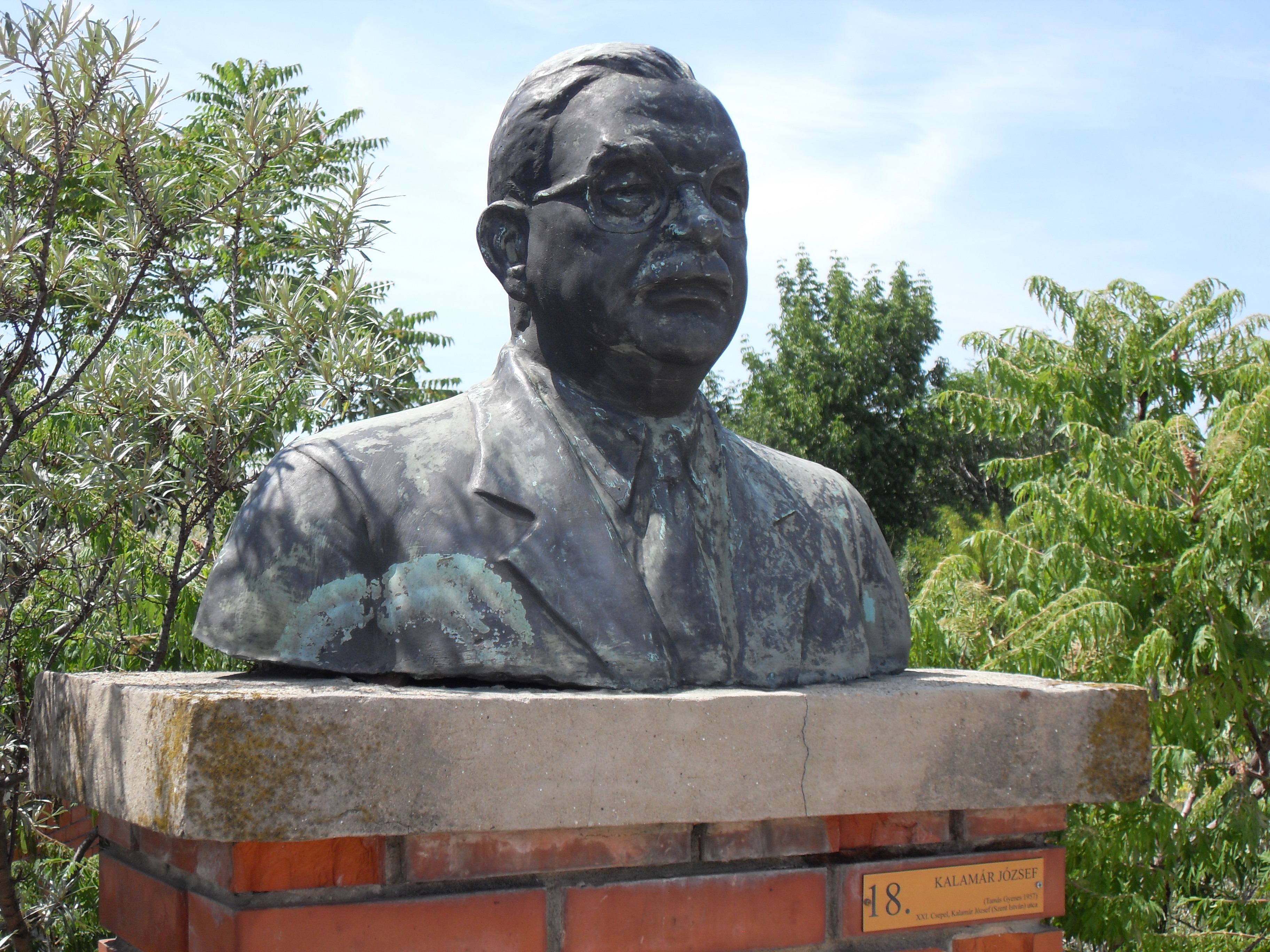
Bust de Kalamar Jozsef